# Upplands runinskrifter 190
Upplands runinskrifter 190 är en vikingatida runsten av granit i Kumla, Össeby-Garns socken och Vallentuna kommun. 
Runstenen är av ljusgrå granit, 2,3 meter hög och 1,8 meter bred. Runhöjden är 7,5-9 centimeter. Ristningen är ganska grunt huggen men tydlig och välbevarad. Stenen står på gårdsplanen till gamla Stångberga skola, men det är inte dess ursprungliga plats. Tidigare stod den på andra sidan landsvägen, omkring 50 meter från sitt nuvarande läge.

## Inskriften
Translitterering av runraden:
× fastbiurn × lit rita × stain × iftiʀ mintil × faþurʀ sin
Normalisering till runsvenska:
Fastbiorn let retta stæin æftiʀ Myndil, faður sinn.
Översättning till nusvenska:
Fastbjörn lät uppresa stenen efter Myndel, sin fader.